# Enguerrand de Monstrelet

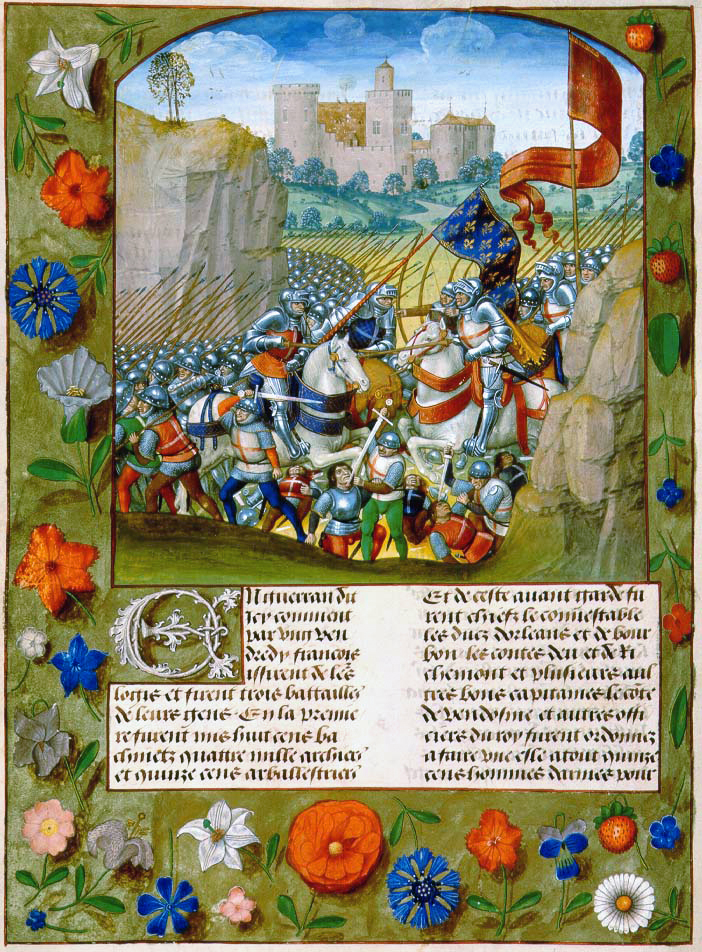
Batalha de Azincourt na Chronique de France, de Enguerrand de Monstrelet, mostrada em uma miniatura do Mestre dos Livros de Oração de 1500.

Enguerrand de Monstrelet  (c. 1400 —  20 de julho de 1453) foi um cronista francês. Nasceu na Picardia, provavelmente em uma família da pequena nobreza.
Em 1436 e posteriormente, ocupou o cargo de tenente da gavenier (isto é, recebedor da gave, uma espécie de taxa da igreja) em Cambrai, e parece ter feito esta cidade seu lugar de residência habitual. Foi durante algum tempo oficial de justiça do cabido da catedral e depois reitor de Cambrai. Era casado e deixou alguns filhos, antes de morrer.
Pouco se sabe sobre Monstrelet, exceto que ele estava presente não na captura, mas no interrogatório posterior de Joana d'Arc, com Filipe, o Bom, duque da Borgonha. Dando continuidade ao trabalho do também cronista Jean Froissart, Monstrelet escrever uma Crônica (Chronique), que se estende a dois livros e abrange o período entre 1400 e 1444, quando, de acordo com outro cronista, Mathieu d'Escouchy, deixou de escrever. Porém seguindo um costume que não era incomum na Idade Média, uma sequela desastrada, estendendo-se até 1516, foi formada a partir de várias crônicas e cruzada com seu trabalho.
Os próprios escritos de Monstrelet, lidando com a última parte da Guerra dos Cem Anos, são valiosos porque contêm um grande número de documentos que são certamente, e relatou discursos que são, provavelmente, autênticos. O autor, no entanto, mostra pouco poder de narração; seu trabalho, apesar de claro, é maçante, e é fortemente tingido com o pedantismo de seu século, o mais pedante na história francesa. Suas afirmações um tanto ostensivas de imparcialidade não disfarçam uma preferência marcada pelos Borguinhões em sua luta com a França.
Entre as muitas edições da Chronique pode ser mencionado a editada pela Société de I'histoire de France de M Douet d'Arcq (Paris, 1857-1862), que, no entanto, não é muito boa. Veja Auguste Molinier, Les Sources de I'histoire de France, volumes iv. e v. (Paris, 1904).

## Obras
- Buchon, J.-A., ed. (1857). Chroniques d'Enguerrand de Monstrelet: en deux livres, avec pièces justificatives  (nouvelle edition). Col: Collection des chroniques nationales françaises. 1. Paris: Mme. Ve J. Renouard
  - Volume 2 1858
  - Volume 3 1859
  - Volume 4 1860
  - Volume 5 1861
  - Volume 6 1862

### Fonte
- Este artigo incorpora texto  (em inglês) da Encyclopædia Britannica (11.ª edição), publicação em domínio público.